# José Fernando Cuadrado
José Fernando Cuadrado Romero (Valledupar, 1 de junho de 1985) é um futebolista colombiano que atua como goleiro. Atualmente, defende o Atlético Nacional.

## Carreira
Foi convocado para defender a Seleção Colombiana de Futebol na Copa do Mundo de 2018.

## Títulos
Deportivo Cali
- Copa Colômbia: 2010

Deportivo Pasto
- Campeonato Colombiano de Futebol – Segunda Divisão: 2011